# Alessandro Covre
Alessandro Covre (ur.? w San Bonifacio, zm. w 1951 w Weronie) – włoski zapaśnik walczący w stylu klasycznym. Olimpijczyk ze Sztokholmu 1912, gdzie odpadł w trzeciej rundzie w wadze lekkiej.

## Letnie Igrzyska Olimpijskie 1912
| Konkurencja            | Rundy eliminacyjne    | Rundy eliminacyjne   | Rundy eliminacyjne | Klas. końcowa |
| Konkurencja            | Przeciwnik I          | Przeciwnik II        | Przeciwnik III     | Miejsce       |
| ---------------------- | --------------------- | -------------------- | ------------------ | ------------- |
| 67,5 kg styl klasyczny | Ville Pukkila (FIN) Z | Oskar Kaplur (RUS) P | Emil Väre (FIN) P  | III runda     |